# 坂東彦三郎 (6代目)
六代目 坂東彦三郎（ろくだいめ ばんどう ひこさぶろう、1886年（明治19年）10月12日 - 1938年（昭和13年）12月28日）は、歌舞伎役者。屋号は音羽屋、定紋は鶴の丸、替紋は八重片喰。俳名には薪水・梅朝・楽善など。本名は坂東 英造（ばんどう えいぞう）。

## 経歴
五代目尾上菊五郎と元柳橋の芸者で権妻の秋田ぎん（1926年8月31日没）との間の三男として東京・日本橋浜町に生まれる。1896年（明治29年）1月、尾上英造を名乗って初舞台。1903年（明治36年）3月、九代目市川團十郎のひきにより歌舞伎座で六代目尾上榮三郎を襲名した。その6年後には五代目坂東彦三郎家の養子となり、1915年（大正4年）4月市村座で六代目坂東彦三郎を襲名。以後も一貫して兄の六代目尾上菊五郎一座で脇役として活躍した。
歌舞伎の歴史に詳しく、後進の教育にも力を注いだ。墓所は青山霊園(1イ22-10)と江戸川区大雲寺。

## 当たり役
技巧に走らない、風格の大きい芸風だった。
- 『助六』の意休・くわんぺら門兵衛
- 『近江源氏先陣館』「盛綱陣屋」の和田兵衛
- 『棒縛り』の大名

## 家族
- 実父・尾上菊五郎 (5代目)
- 兄・尾上梅幸 (6代目)、尾上菊五郎 (6代目)
- 妻・しゅう ‐ 二代目市川團右衛門（中村富十郎 (3代目)の子）の妹[3]
- 妻・君 - 新橋「照近江」の元芸妓。桂太郎の愛妾だったお鯉 (芸妓)に続く二代目お鯉として知られ、西園寺公望の愛妾を務めたのち、彦三郎と一緒になった[4][5]。
- 子・十七代目市村羽左衛門。

## 人物・エピソード
歌舞伎役者としてだけでなく、時計愛好家としても知られ、以下のようなエピソードが伝わる。
- 大向こうから「大時計」と掛け声をかけられた[6]。
- 1920年の時の記念日発足を契機に開催された「時」展覧会の事業の一環として、彦三郎は東京天文台長・河合章二郎と東京市内の時計の正確さを調査する市内時計巡検を行ない、逓信省構内郵便局の時計の2分の狂いを報告、この時計巡検は毎年行われ、新聞に結果が掲載された[7][8]。国立科学博物館には彦三郎の標準時計が常設展示されている[9]。
- 東京天文台に設置されていた標準時計（クロノメーター）を自宅にも設置し、NHKラジオで時報が放送されるようになると毎日その誤差を報告するハガキをNHKに送っていた[10][11]。